# أنتوني أوكونور
أنتوني أوكونور (بالإنجليزية: Anthony O'Connor)‏ (25 أكتوبر 1992 بكورك في جمهورية أيرلندا - ) هو لاعب كرة قدم أيرلندي في مركز الدفاع. شارك مع منتخب جمهورية أيرلندا تحت 17 سنة لكرة القدم ومنتخب جمهورية أيرلندا تحت 20 سنة لكرة القدم ومنتخب جمهورية أيرلندا تحت 21 سنة لكرة القدم. أما مع النوادي، فقد لعب مع بلاكبيرن روفرز ونادي بليموث أرجايل ونادي بيرتن ألبيون ونادي توركي يونايتد.

## وصلات خارجية
- أنتوني أوكونور على موقع الاتحاد الأوربي (الإنجليزية)
- أنتوني أوكونور على موقع قاعدة بيانات كرة القدم.إي يو (الإنجليزية)
- أنتوني أوكونور على موقع Soccerbase.com (لاعب) (الإنجليزية)
- أنتوني أوكونور على موقع Soccerway.com (الإنجليزية)